# Vipera eriwanensis
Vipera eriwanensis is een giftige slang uit de familie adders (Viperidae).

## Naam en indeling
De wetenschappelijke naam van de soort werd voor het eerst voorgesteld door Albert Franz Theodor Reuß in 1933. Oorspronkelijk werd de wetenschappelijke naam Acridophaga renardi eriwanensis gebruikt. De slang werd later aan het geslacht Pelias  toegekend en werd lange tijd gezien als een ondersoort van de spitssnuitadder (Vipera ursinii). De soortaanduiding eriwanensis betekent vrij vertaald 'wonend in Eriwan'.

### Ondersoorten
De soort wordt verdeeld in twee ondersoorten, twee voormalige ondersoorten Vipera eriwanensis kakhetiensis en Vipera eriwanensis shemakhensis worden niet meer erkend. De huidige ondersoorten zijn onderstaand weergegeven, met de auteur en het verspreidingsgebied.
| Naam                      | Auteur                      | Verspreidingsgebied           |
| ------------------------- | --------------------------- | ----------------------------- |
| Vipera eriwanensis ebneri | Knoepffler & Sochurek, 1955 | Iran                          |
| Vipera eriwanensis        | Reuss, 1933                 | Overige delen van het areaal. |

## Verspreiding en habitat
De soort komt voor in delen van Europa en Anatolië en leeft in de landen Armenië, Iran en Turkije. De habitat bestaat uit graslanden. Ook in door de mens aangepaste streken zoals weilanden kan de slang worden gevonden. De soort is aangetroffen op een hoogte van ongeveer 1000 tot 3000 meter boven zeeniveau.

## Beschermingsstatus
Door de internationale natuurbeschermingsorganisatie IUCN is de beschermingsstatus 'kwetsbaar' toegewezen (Vulnerable of VU).